# Pripovedi
A Pripovedi Tomaž Pengov 1988-ban megjelent második nagylemeze, amit a ZKP RTVL adott ki. Katalógusszáma: LD 1642. 1992-ben CD-n is megjelent a Sraka kiadásában, SCD 05 katalógusszámmal.

## Az album dalai

### A oldal
1. Rodovnik vina 4:10
2. Prišla je 3:25
3. Pegam in lambergar 6:10
4. Starec in morska zvezda 4:10

### B oldal
1. Vanitas 3:05
2. Vrnitev 3:45
3. Tihe so njive 3:18
4. Dolga reka 4:30
5. Bela izba 4:18